# 过昭关
《过昭关》是中国大陆一部公路剧情片，由霍猛执导，于2019年5月20日在中国大陆公映。

## 剧情简介
暑假期間，七歲的寧寧被送回鄉下，由七十多歲的爺爺李福長照顧。李福長偶然間得到了一個老朋友的聯系方式，老友身體中風，時日無多。他決定帶上孫子，騎著一輛摩托三輪車，去千里之外看望老友。

## 获奖提名
| 年份   | 电影奖 / 电影节      | 提名类别                         | 提名人 | 结果 |
| ------ | -------------------- | -------------------------------- | ------ | ---- |
| 2018年 | 平遥国际电影节       | 费穆荣誉最佳导演                 | 霍猛   | 獲獎 |
| 2018年 | 平遥国际电影节       | 费穆荣誉最佳男演员               | 杨太义 | 獲獎 |
| 2018年 | 平遥国际电影节       | “华语新生代”青年评审大奖         | 霍猛   | 獲獎 |
| 2018年 | 华语电影迷影精神赏   | 年度推荐影片                     |        | 獲獎 |
| 2018年 | 北京青年影展         | 最佳影片                         |        | 獲獎 |
| 2018年 | 北京青年影展         | 最佳导演                         | 霍猛   | 提名 |
| 2018年 | 北京青年影展         | 最佳剧本                         | 霍猛   | 提名 |
| 2019年 | 北京国际电影节       | “注目未来”最受观众瞩目电影奖     |        | 獲獎 |
| 2019年 | 北京国际电影节       | “注目未来”最佳新人电影奖         |        | 提名 |
| 2019年 | 伊朗曙光旬国际电影节 | 水晶凤凰奖“国际竞选环节”最佳影片 |        | 提名 |
| 2019年 | 第32屆中國電影金雞獎 | 最佳中小成本故事片               |        | 提名 |
| 2019年 | 第32屆中國電影金雞獎 | 最佳導演                         | 霍猛   | 提名 |
| 2019年 | 第32屆中國電影金雞獎 | 最佳男主角                       | 杨太义 | 提名 |
| 2019年 | 第32屆中國電影金雞獎 | 最佳男配角                       | 李云虎 | 提名 |